# LBV 1806-20
نجم إل بي في 1806-20 في الفلك (بالإنجليزية: LBV 1806-20) هو نجم متغير أزرق شديد الضياء بالغ الكتلة، وربما كان نجم ثنائي، يبعد عن الأرض بين 30.000 إلى 49.000 سنة ضوئية في اتجاه مركز المجرة، تبلغ كتلته أكبر 130 إلى 150 مرة من كتلة شمسية. وتبلغ شدة ضيائه نحو 5 ملايين مرة أشد من ضياء الشمس.
شدة سطوعه تلك تجعله مقاربا من شدة سطوع إيتا القاعدة أو شدة سطوع بيستول، وهؤلاء الثلاثة نجوم عملاقة من ضمن قائمة أشد النجوم سطوعا والثلاثة كلهم نجوم عملاقة من نوع متغير أزرق شديد الضياء.
ورغم ضياؤه الشديد فلا يمكن رؤيته من المجموعة الشمسية أو من الأرض حيث لا يضلنا من ضوئه سوى 1 من مليار من ضوئه المرئي والباقي من أشعته تـُمتص في الغاز والغبار الكوني. ومع أن القدر الظاهري للنجم مقداره 8 عند طول الموجة القريبة من الاشعة تحت الحمراء وطول موجتها 2 ميكرومتر، فقد قدر قدره الظاهري في نطاق الضوء المرئي مساويا 35، مما يجعل رؤيته غير ممكنة.

## نظرية تكونه
طبقا لنظرية نشأة النجوم فقد تصل كتلة نجم 120 كتلة شمسية على الأكثر، ولكن العملاق إلى بي في 1806-20 قد قدرت كتلته لأن تكون على الأقل 130 كتلة شمسية. كما تبين بعض القياسات أن كتلته قد تكون في الواقع 150 إلى 200 كتلة شمسية.
كما أن العلماء في حيرة من حقيقة المتغير الأزرق شديد الضياء 1806-20 هل هو نجم واحد أم مجموعة نجوم. وقد عين سطوعه بطريقة التصوير البقعي speckle imaging وتُبدي تلك الفحوص بأن العملاق إل بي في 1806-20 نجما واحدا. ولكن قياسات أجريت حديثا بواسط المطيافية العالية التباين تشير إلى احتمال وجود قرين له بحيث يكون كل نجم من النجمين القرينين ذو كتلة أقل من 130 كتلة شمسية.
ولا يزال السؤال حول طبيعة هذا النجم مفتوحا.

## موقعه

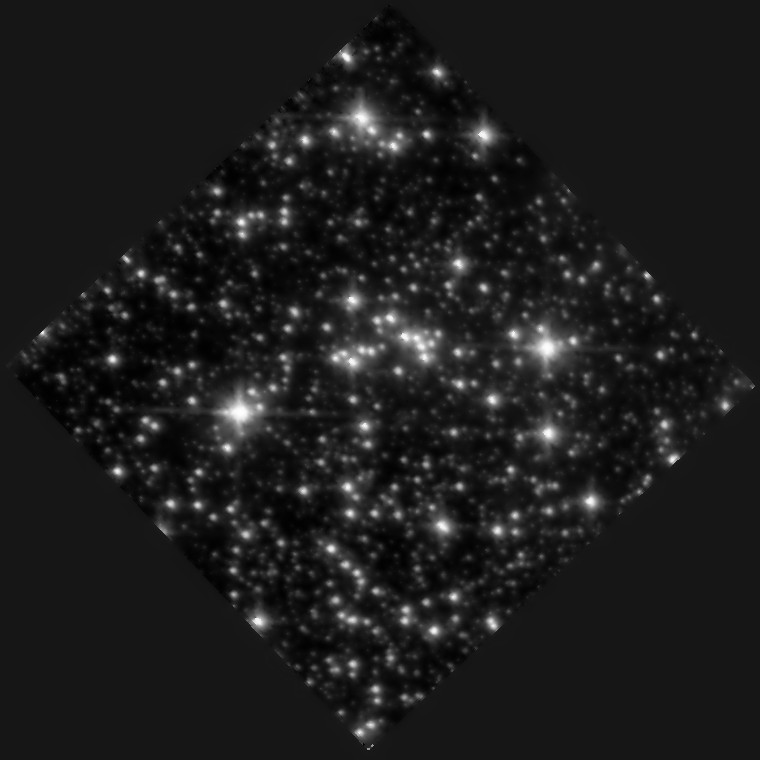
مجموعة نجوم 120

يوجد المتغير الأزرق شديد الضياء 1806-20 في تجمع نجمي يسمى Cl* 1806-20 الذي يقع في قلب سديم راديوي G10.0-0.3، والتي هي بدورها جزء من منطقة هيدروجين II تسمى W31 وهي واحدة من أكبر مناطق الهيدروجين في درب التبانة. ويتكون التجمع النجمي 1806-20 من مجموعة نجوم غريبة تحوي على الأقل نجمين من نوع نجم ولف-رايت (WC9d and WCL), ونجمين من نوع عملاق عظيم فائق أزرق، ونجم مغناطيسي إس جي آر 1806-20.